# Русская Гвоздёвка
Русская Гвоздёвка — село в Рамонском районе Воронежской области. Административный центр Русско-Гвоздёвского сельского поселения.

## География
Село расположено на правом берегу Дона в южной части поселения. Образовано в 16 веке (состояло из трёх самостоятельных населённых пунктов). Жилая застройка села Русская Гвоздёвка сложилась по улицам меридионального направления с хаотичными поперечными улицами и проездами.

## История
Согласно ЭСБЕ:
Гвоздёвка — село Землянского уезда Воронежской губернии, на правом берегу Дона, в 25 верстах от уездного города. Известно под названием Русская-Гвоздевка, в это село входит х. Панково 51.873116, 39.049843 , Благовещенка, Панская-Гвоздёвка, Благовещенка- село первое со стороны Губорёво, Панская-Гвоздёвка расположена ближе к р. Дон, в отличие от 5-ти остальных одноимённых сёл той же губернии. Жителей до 3000; дворов 420. Земская школа и фельдшерский пункт.

## Население
| 1859 | 1897  | 2010 |
| ---- | ----- | ---- |
| 1677 | ↗2333 | ↘892 |

## Инфраструктура
Улицы
- ул. Беговая,
- ул. Лесная,
- ул. Чкалова,
- ул. Кирова,
- ул. Ленина,
- ул. Мира.

## Люди, связанные с селом
- Богачёв Василий Гаврилович (10 (23) января 1910 — 29 сентября 1941) — командир батальона 10-го танкового полка 10-й танковой бригады 38-й армии Юго-Западного фронта, Герой Советского Союза. Его имя носит Русскогвоздёвская средняя школа.
- Золототрубов, Фёдор Игнатьевич (1918—1990) — Герой Советского Союза.

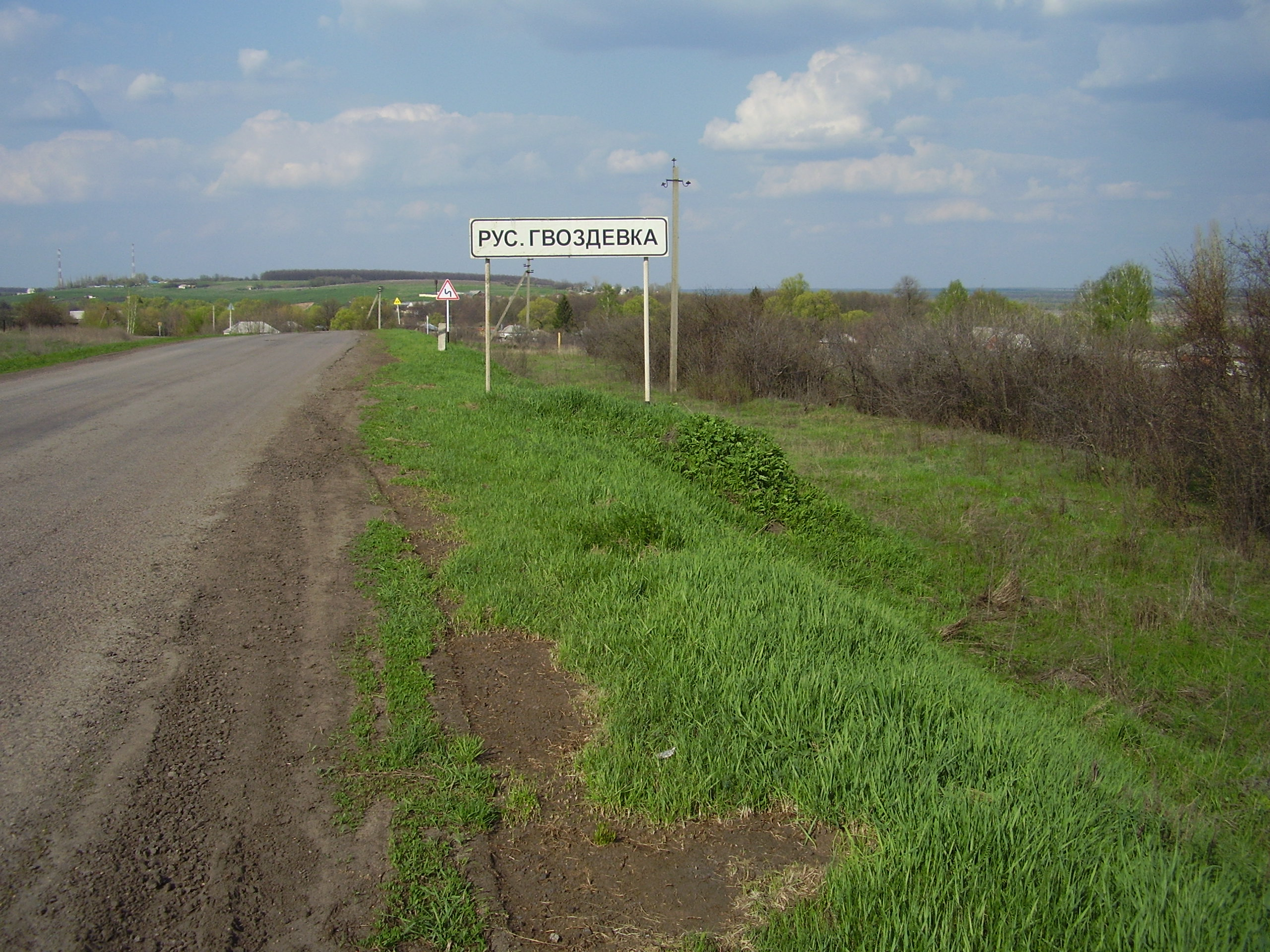
Въезд в Русскую Гвоздёвку со стороны Губарёва
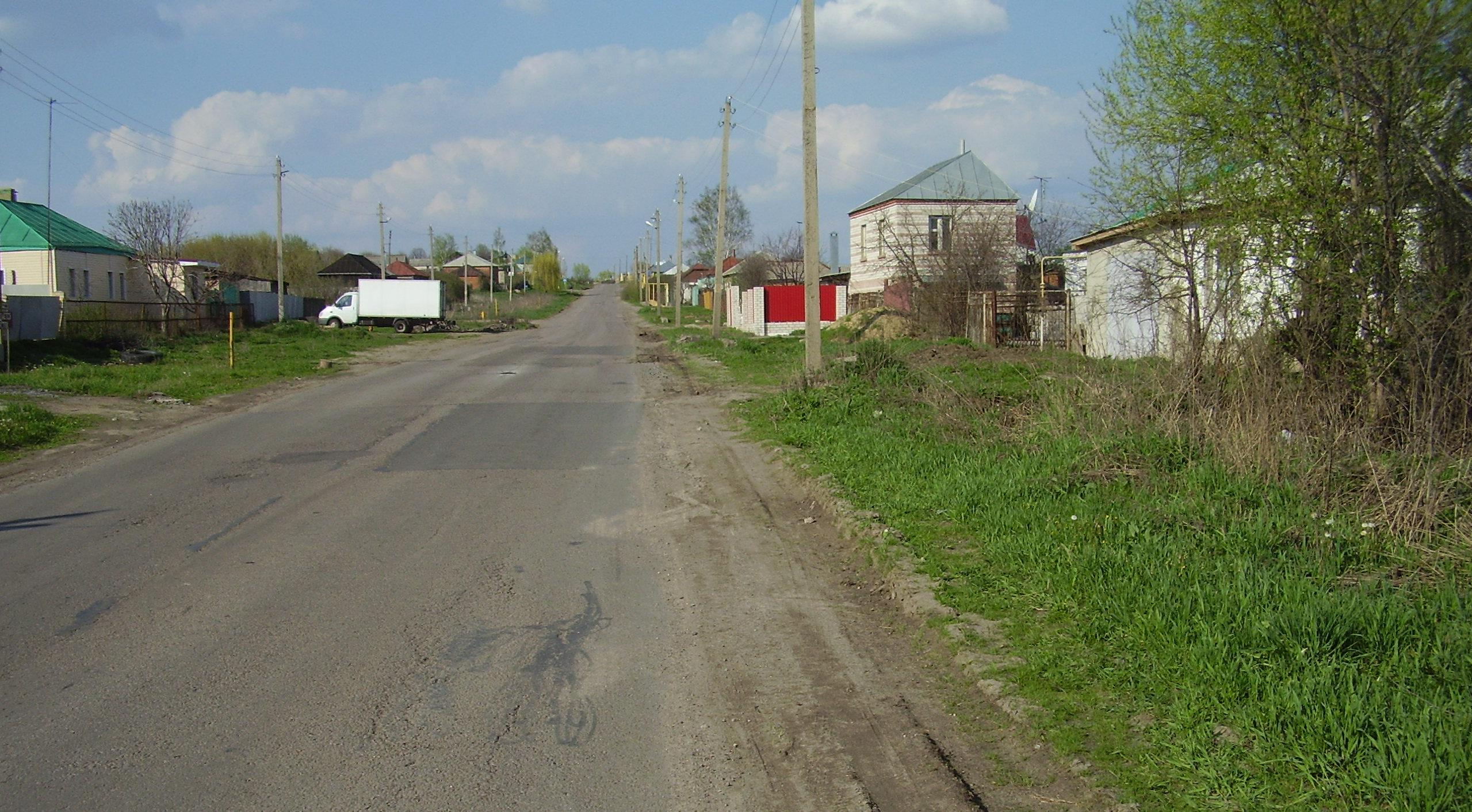
Улица в Русской Гвоздёвке